# 데니사 바란코바
데니사 바란코바(슬로바키아어: Denisa Baránková, 2001년 9월 7일~)는 슬로바키아의 양궁 선수이다. 2021년 유럽 선수권 대회 개인전에서 3위를 하였고, 2020년과 2024년 하계 올림픽에 슬로바키아 국가대표로 참가하였다.

## 경력
2001년 브라티슬라바에서 태어났으며 2008년에 양궁을 시작했다.
2017년에 처음으로 슬로바키아 국가대표 선수로 발탁되었고 이듬해인 2018년에 국가대표 선수로 활동하기 시작했다. 같은 해 8월 불가리아 소피아에서 열린 유럽 양궁 그랑프리를 통해 첫 국제 경기에 출전했으며 개인전 57위를 기록했다. 9월에는 폴란드 레그니차에서 열린 2018년 유럽 선수권 대회에 참가했고 개인전 17위, 단체전 9위에 올랐다.
2019년 4월에는 루마니아 부쿠레슈티에서 열린 유럽 양궁 그랑프리에 참가했고 개인전 57위를 기록했다. 6월에는 벨라루스 민스크에서 열린 2019년 유러피언 게임에 참가하여 개인전 33위에 올랐다. 또한 블라디미르 후르반과 함께 혼성전 경기에도 출전했으나 첫 상대인 우크라이나팀에게 패하면서 17위를 기록했다. 같은 해 8월에는 스페인 마드리드에서 열린 2019년 세계 주니어 선수권 대회에 참가했고 개인전 17위, 혼성전 14위에 올랐다.
2021년 5월 튀르키예 안탈리아에서 열린 2021년 유럽 선수권 대회 개인전 준결승에서 프랑스의 리자 바르블랭에게 패했으나 동메달 결정전에서 덴마크의 크리스티네 단스투르프 안데르센을 꺾으면서 동메달을 획득했다. 이 메달은 바란코바가 획득한 첫 국제 대회 메달이자 슬로바키아 선수가 유럽 양궁 선수권 대회에서 획득한 첫 메달이다. 한편 이 대회 단체전에서는 17위, 혼성전에서는 7위에 올랐다. 같은 해 7월에는 일본 도쿄에서 열린 2020년 하계 올림픽에 참가했으며 랭킹 라운드에서 655점을 획득하면서 전체 선수 64명 중 12위를 차지했다. 이후 시작된 개인전에서는 첫 상대인 에스토니아의 레나 패르나트에게 패하면서 대회를 마쳤다.